# الجامعة اللبنانية الدولية
الجامعة اللبنانية الدولية (باللغة إنجليزية: Lebanese International University) إحدى الجامعات الخاصة في لبنان. شعار الجامعة هو «معا نحو غد أفضل» ورئيسها هو وزير الدفاع السابق عبد الرحيم مراد. وهي جامعة مرخصة في وزارة التربية والتعليم العالي اللبنانية بموجب المرسوم 5294 تاريخ 22/3/2001. تعتمد الجامعة نظام الوحدات (Credits) واللغة الإنكليزية كلغة التدريس في الجامعة.

## التاريخ

شعار الجامعة القديم

تأسست الجامعة في إبريل 2001 باسم جامعة البقاع ويقع مقرها الرئيسي في محافظة البقاع. تخرجت الدفعة الأولى من الطلاب في يونيو 2002، لاحقًا تم افتتاح فروع أخرى للجامعة في بيروت وصيدا وطرابلس والنبطية فتغير اسمها إلى الجامعة اللبنانية الدولية بموجب المرسوم رقم 14592 تاريخ 14/6/2005 ولاحقًا تم افتتاح فروع جديدة في جديده المتن، رياق، عكار، صور. وفروع أخرى في عدة بلدان: اليمن والمغرب وموريتانيا،والسنيغال وستفتتح مستقبلاً في السعودية، سوريا، والإمارات العربية المتحدة.

## كليات واختصاصات
الجامعة اللبنانية الدولية تحتوي على خمس كليات حاليا وهي:

### كليةالفنونوالعلوم
- العلوم الطبية الحيوية
- علم الأحياء
- تغذية

- علم التغذية
- تغذية وحمية
- علم المأكولات
- كيمياء حيوية
- كيمياء
- معلوماتية

- معلوماتية
- تقنية المعلومات
- العلوم إحصاء
- العلوم الرياضيات
- العلوم الفيزياء
- العلوم الإنسانية

- علوم النفس
- علوم الاجتماع
- فنون الاتصالات:

- ترجمة
- صحافة
- تلفزة وراديو
- تسويق
- العلاقات عامة
- الفنون الجميلة والتطبيقية

- تصميم الرسوميات
- تصميم الرسوميات المتحركة
- تصميم داخلي
- فنون تطبيقية
- التصوير

### كليةالهندسة
- هندسة الكترونيك
- هندسة اتصالات
- هندسة الحاسوب
- هندسة ميكانيكية
- هندسة مساحة
- هندسة تقنيات طبية
- هندسة الكهرباء.

### كليةإدارة الأعمال
- إدارة أعمال
- إدارة أعمال دولية
- محاسبة ومعلوماتية
- نظم المعلومات الإدارية
- إدارة فنادق
- بنوك ومصارف
- تسويق
- اقتصاد
- إدارة المؤسسات الصحية
- إدارة مؤسسات الطيران والإبحار

### كليةالصيدلة
- بكالوريوس في الصيدلة
- دكتوراة في الصيدلة

### كليةالتعليم
- التربية والتعليم
- إجازة في التربية والتعليم
- تكنولوجيا التعليمية
- تعليم الأطفال المبكر
- إدارة التعليم
- لغات حضارية

- اللغة الإنجليزية وآدابها
- علم اللغات
- ترجمة وتفسير
- تعليم اللغة الإنجليزية كلغة ثانية
- الترجمة المهنية

## وصلات خارجية
- الجامعة اللبنانية الدولية LIU - (بالعربية)
- الجامعة اللبنانية الدولية (بالإنجليزية)
- الجامعة اللبنانية الدولية - يمنية (بالإنجليزية)
- موقع أل آي يو بوك - موقع إلكتروني شبيه بالفيسبوك لطلاب الجامعة (بالإنجليزية)